# 陈国良 (计算机专家)
陈国良（1938年6月3日—），安徽颍上人，中国专家，中国科学院院士，主要研究领域包括并行算法、高性能计算等。

## 生平
陈国良于1956年考入交通大学，1961年毕业于西安交通大学无线电系。此后曾
任职于中国人民解放军炮兵科学技术研究所、国营785厂数字指挥仪研究所。1973年起任教于中国科学技术大学。1981年至1983年间，前往美国普渡大学任访问学者。后又历任中国科学技术大学软件学院院长、国家高性能计算中心（合肥）主任等职。2003年当选中国科学院院士。2009年被聘为深圳大學計算機與軟件學院院长。